# Tomoe Tamiyasu
Tomoe Tamiyasu (民安 ともえ Tamiyasu Tomoe?,  Hiroshima, nacida el 3 de enero) es una seiyū y cantante japonesa. Debutó en el 2005 como actriz de voz e inició su carrera como cantante en 2006. Los temas que ha cantado y actuado son referentes al eroge, y también ha sido conductora de tres programas de radio por Internet y ha sido invitada en un cuarto. Es conocida también con el nombre de Tomoe Tamiya, y dio la voz a Rin Natsume en la novela visual Little Busters! de Key. También cantó varias canciones en un image song de Rin para Little Busters!

## Actuaciones en
2005
- Hitozuma Swapping Seikatsu
- Hotaru no Kigi
- I-ki-na-ri Iinazuke: Hime-sama no Okoshire
- Mareido: Chōkyō no Kan
- Mugen Rinkan
- Ohime-sama wa Tokkun Chū!!2: Uketsugareshi Sei Naru Majutsu
- Osananajimi no Nukumori
- Pa-pi-ko-n: Futago no Musume wa Dōkyūsei
- Project Sex

2006
- >>Fami! Kyō no Menu wa Lesson C
- Ano Machi no Koi no Uta
- AV King
- Chicchai Medio-san
- Chokotto Vampire
- Cloth × Close: Boku ga Kiin!?
- CooL!! Kyō Musume Jun Reika
- Cross Fire
- Double Solid
- Elder Vice
- Figyū @ Mate
- Jokyōshi Yūko
- Kansen
- Kunoichi Saya
- Mamotte Agechū! Karaoke-hen "Masami"
- Mamoote Agechū! Shūshoku Party-hen Rankōshi Chū zo!
- Moeru Downhill Night 2
- Onegai Goshushin-sama!
- Onidō Fūgamiki
- Oshiete Miko Sensei
- Rabu + Rabi
- Reijō Kurabu: Dajoku no Ryoshūtachi
- Seikishi Sanranki
- Snow: Plus Edition

2007
- Ane wa Bikini Model
- Arcus X: Itsuwari no Rinjin, Inkō e no Shōtaijō
- Arcus X: Seigen no Kaishōsha, Shinobiyoru Inmu
- Arcus X: Seigen Sensō, Ingoku no Kiseki
- Ayatsuri Haramase Dream Note
- Boku ga Koshita Ojō-sama
- Chikan Senyō Sharyō: Kutsujoku no Chikan Densha
- Dain Miko
- Fūrinkan-san: Kono Mi Ikutabi Kegasare Yōto mo
- Hime Kishi Angelica: Anatatte Hontō ni Saitei no Kuzu da wa!
- Jōtai Saishū: Onna no Mata ni Hisomu Chō
- Inbaku Kankin Chōkyō
- Inran Roshutsu Chōkyō
- Inshoku Chikan Densha
- Kankeizu
- Kansen 2: Inzai Toshi
- Kyun Kyun Dō: Otona no Tame no Oisha-san Gokko
- Little Busters! como Rin Natsume, Riki Naoe y Sasami Sasasegawa
- Love kiss! Anchor
- Mahō Shōjo Nayuta
- Megami Taisen
- Mimi × Mimi: Hatsujō Chūiho
- Moeru Downhill Night Blaze
- Ōzoku
- Ore no Megami-sama!
- Osananajimi wa Bed Yakuza!
- Rururu to Sasara no Sensei Oshiete: Boku wa Onna no Obōcchama
- Shifuki Mermaid
- Sorudianji Mahō Kurabu
- Trouble Succubus 'Darling, Kona mo Ippaai Ecchi Shichao'
- Zoku Hitō Meguri

2014
- Grisaia no Kajitsu como Makina Irisu

2015
- Grisaia no Meikyuu como Makina Irisu, Satoko Kazami
- Grisaia no Rakuen como Makina Irisu

## Canciones
- "Famifami", opening de >>Fami! Kyō no Menu wa Lesson C.
- "Kirakira × Keeper", opening de Osōji Sentai Clean Keeper.
- "Love Love Trouble", opening de Trouble Succubus 'Darling, Kona mo Ippaai Ecchi Shichao'.
- "Medio-san Super Live!", opening de Onegai Goshushin-sama!
- "MySweetHome", opening de SweetHome.
- "Oyome-san ga Megami-sama", opening de Ore no Megami-sama!
- "Sensei Oshiete", opening de Rururu to Sasara no Sensei Oshiete: Boku wa Onna no Obōcchama.